# Hazel Larsen Archer

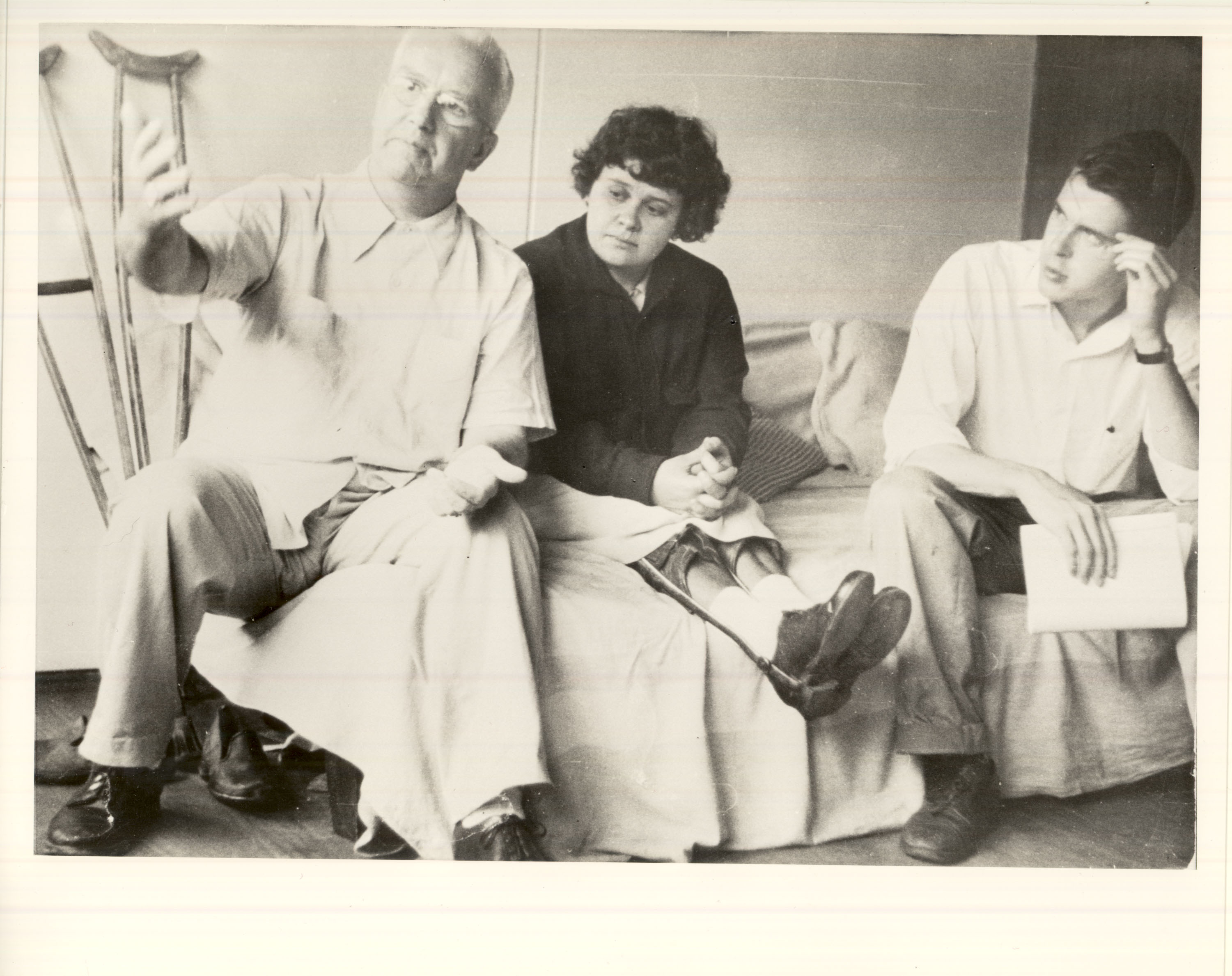
Richard Buckminster Fuller, Hazel Larsen Archer, Kenneth Snelson, 1949. Aus den Forschungsprojektunterlagen und visuellen Materialien des Black Mountain College, North Carolina State Archives.

Hazel Larsen Archer (* 23. April 1921 in Milwaukee, Wisconsin, Vereinigte Staaten; †  18. Mai 2001 in Tucson, Arizona) war eine US-amerikanische Fotografin und Kunstpädagogin. Sie war 1949 die erste Vollzeitdozentin für Fotografie am Black Mountain College (BMC) und unterrichtete Schüler wie Robert Rauschenberg, Cy Twombly und Stan Vanderbeek. Während ihrer neun Jahre am BMC schuf sie ein umfassendes fotografisches Dokument des Colleges und seiner Studenten, der Gemeinschaft und der Aufführungen.

## Leben und Werk
Archer war die Tochter von Chris und Ella Larsen und wuchs mit zwei Brüdern und einer Schwester auf. Sie erkrankte im Alter von zehn Jahren an Kinderlähmung. Sie fotografierte vom Rollstuhl aus und ihre Landschaftsaufnahmen und Porträts entstanden alle im Sitzen. Sie begann ihr Studium am Milwaukee State Teachers College, das für seine kunstpädagogische Fakultät bekannt war. Nach ihrem Abschluss an der University of Wisconsin besuchte sie 1944 das Summer Institute am Black Mountain College (BMC) in North Carolina, wo Fotografie als Vollzeitkurs angeboten wurde. Sie studierte Kunst, Design und Fotografie und besuchte Kurse bei Josef Albers, Josef Breitenbach und Beaumont Newhall. Im Sommer 1948 dokumentierte sie eine Sammlung von Talenten, die sich am BMC versammelt hatte, darunter Künstler wie Buckminster Fuller, Merce Cunningham, Elaine de Kooning, Willem de Kooning, John Cage, Kenneth Noland, Ray Johnson, Pat Passlof, Kenneth Snelson, Joe Fiore und Arthur Penn. Sie ist auch bekannt für ihre Fotografien von Tanzeinlagen am BMC, die von Schülern und Lehrern, darunter Merce Cunningham, aufgeführt wurden.
Im Sommer 1949 unterrichtete sie Fotografie am BMC und wurde im Herbst desselben Jahres als erste reguläre Dozentin für Fotografie an die Fakultät berufen. Im darauffolgenden Jahr veröffentlichte sie mit vier ihrer Studierenden, Nicholas Cernovitch, Andrew Oates, Vernon Phillips und Stan Vanderbeek die Broschüre Five Photographers. Archer hatte die Angewohnheit, auf die Rückseite ihrer Abzüge zu schreiben, dass dieses Foto nicht beschnitten oder zugeschnitten wurde, damit niemand versuchte, ihren Zuschnitt zu korrigieren oder zu verbessern. Laut Andrew Oates beschnitt sie ihre Bilder grundsätzlich direkt in der Kamera.
1953 heiratete sie ihren Kommilitonen und Künstler Charles Archer vom BMC, der sich während des Zweiten Weltkriegs in Japan mit Tuberkulose infiziert hatte. Sie zog mit ihm in das Dorf Black Mountain, wo sie bis 1956 ein Atelier unterhielt und hauptsächlich Familienporträts anfertigte. Von Juli 1954 bis Juni 1955 verbrachte sie ein Jahr in Washington D.C., wo sie in der Library of Congress Studien in den Fotoarchiven der Farm Security Administration und zu den Maya Mittelamerikas durchführte. Anschließend zog sie mit ihrem Ehemann und ihrer Tochter nach Tucson.
In Arizona war sie zunächst Leiterin der Erwachsenenbildung am Tucson Art Center, dann Leiterin und Dozentin an der Hidden Springs School. Außerdem war sie Dozentin am Pima Community College und an der Gründung einer kleinen geisteswissenschaftlichen Hochschule, dem Avalon College, beteiligt. 1975 zog sie nach Santa Fe. Zusammen mit Tochter Erika Zarow 1979 gründete sie das Institute for the Release of Potential.
Archer starb 2001 im Alter von 80 Jahren in Tucson.
Obwohl die meisten ihrer frühen Negative bei einem Brand im BMC zerstört wurden, verwaltet das Black Mountain College Museum ihr verbleibendes Archiv. Ihre Werke befinden sich auch in der Sammlung des Whitney Museum of American Art und der New York Public Library.

## Ausstellungen (Auswahl)
- 1949: Six Women Photographers: Margaret Bourke-White, Helen Levitt, Dorothea Lange, Tana Hoban, Esther Bubley und Hazel Frieda Larsen, MoMA, New York City
- 1949: Einzelausstellung, Photo legue, New York City[16]
- 2016: Leap Before You Look: Black Mountain College 1933-1957, Armand Hammer Museum of Art, Los Angeles[17]

- 2017: Begin To See: The Photographers of Black Mountain College, Black Mountain College Museum + Arts Center[18]
- 2020: Question Everything! The Women of Black Mountain College, Black Mountain College Museum + Arts Center[19]
- 2023: Sessions on Creative Photography: Hazel Larsen Archer, Center for Creative Photography, Tucson[20][21]